# Estação Charpennes - Charles Hernu
Charpennes - Charles Hernu é uma das estações terminais da Linha B e uma estação da Linha A do metro de Lyon.

## Obras de arte
A estação possui uma obra de arte localizada na plataforma da linha A no sentido Vaulx-en-Velin - La Soie.
É a obra chamada "Le Signal", produzida por Alain Lovato, que representa um conjunto de placas de flandres brancas com faixas azuis que supostamente lembram as formações minerais de estalactites e estalagmites.